# Alopecosa striatipes
Espèce
Synonymes
- Lycosa lugubris Hahn, 1831 nec (Walckenaer, 1802)
- Lycosa striatipes C. L. Koch, 1839
- Tarentula striata Kulczyński, 1895

Alopecosa striatipes est une espèce d'araignées aranéomorphes de la famille des Lycosidae.

## Distribution
Cette espèce se rencontre en Europe de la France jusqu'à l'Azerbaïdjan,.

## Habitat
La femelle vit dans une cavité avec œufs et jeunes dans des régions sèches, rocailleuses, ensoleillées, pauvres en végétation.

## Description
Le mâle mesure 11 mm et la femelle 13 mm.

## Publication originale
- C. L. Koch, 1839 : Übersicht des Arachnidensystems. Nürnberg, Heft 2, p. 1-38 (texte intégral).